# Liste des espèces du genre Ipomoea

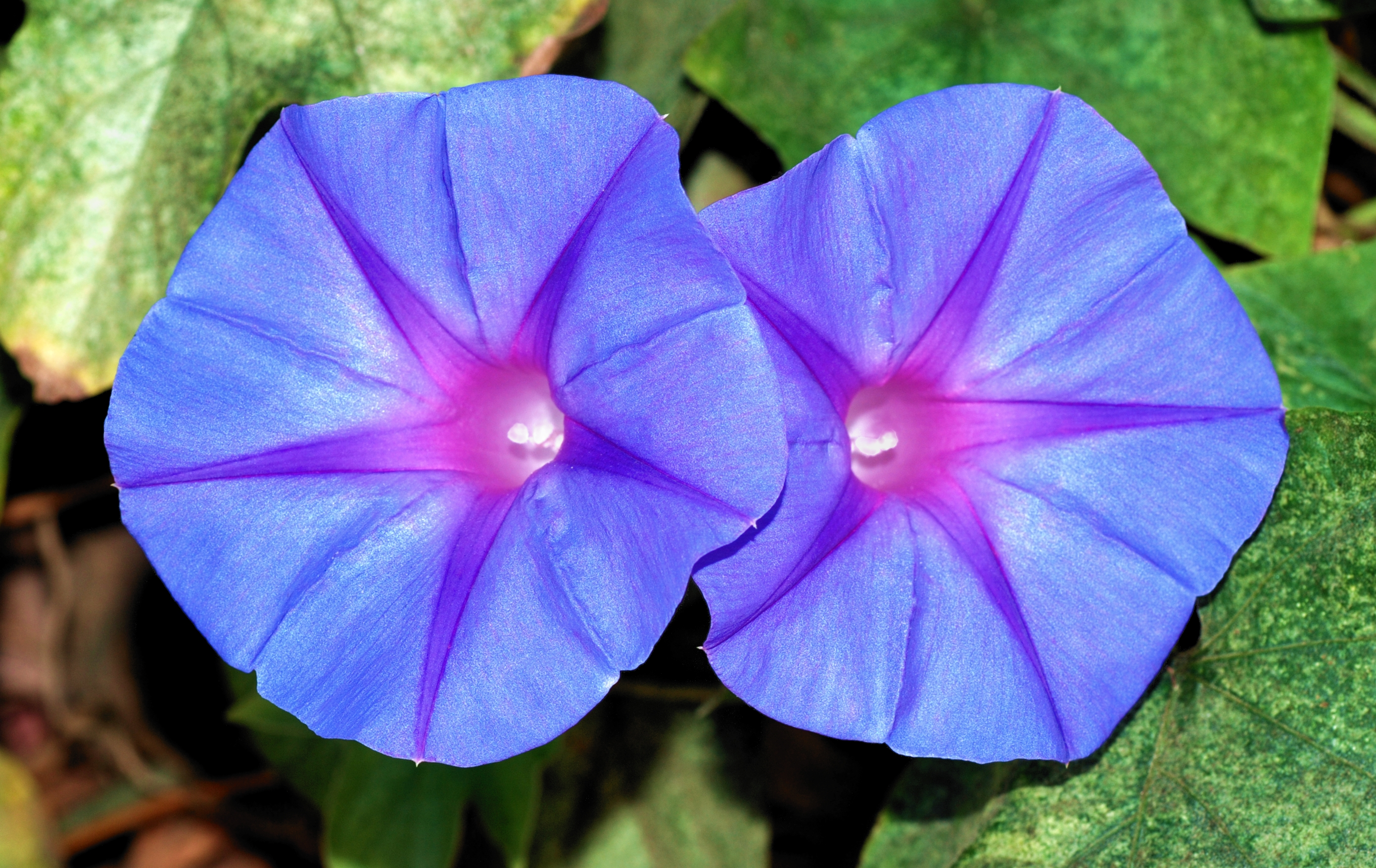
Ipomoea indica.

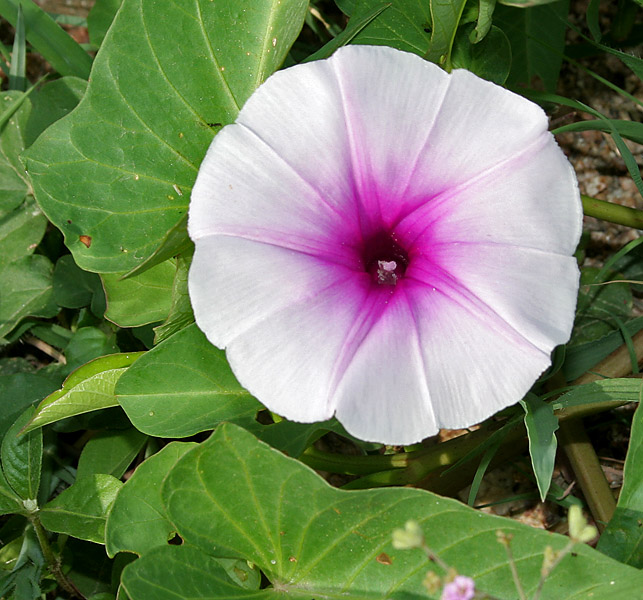
Ipomoea aquatica.

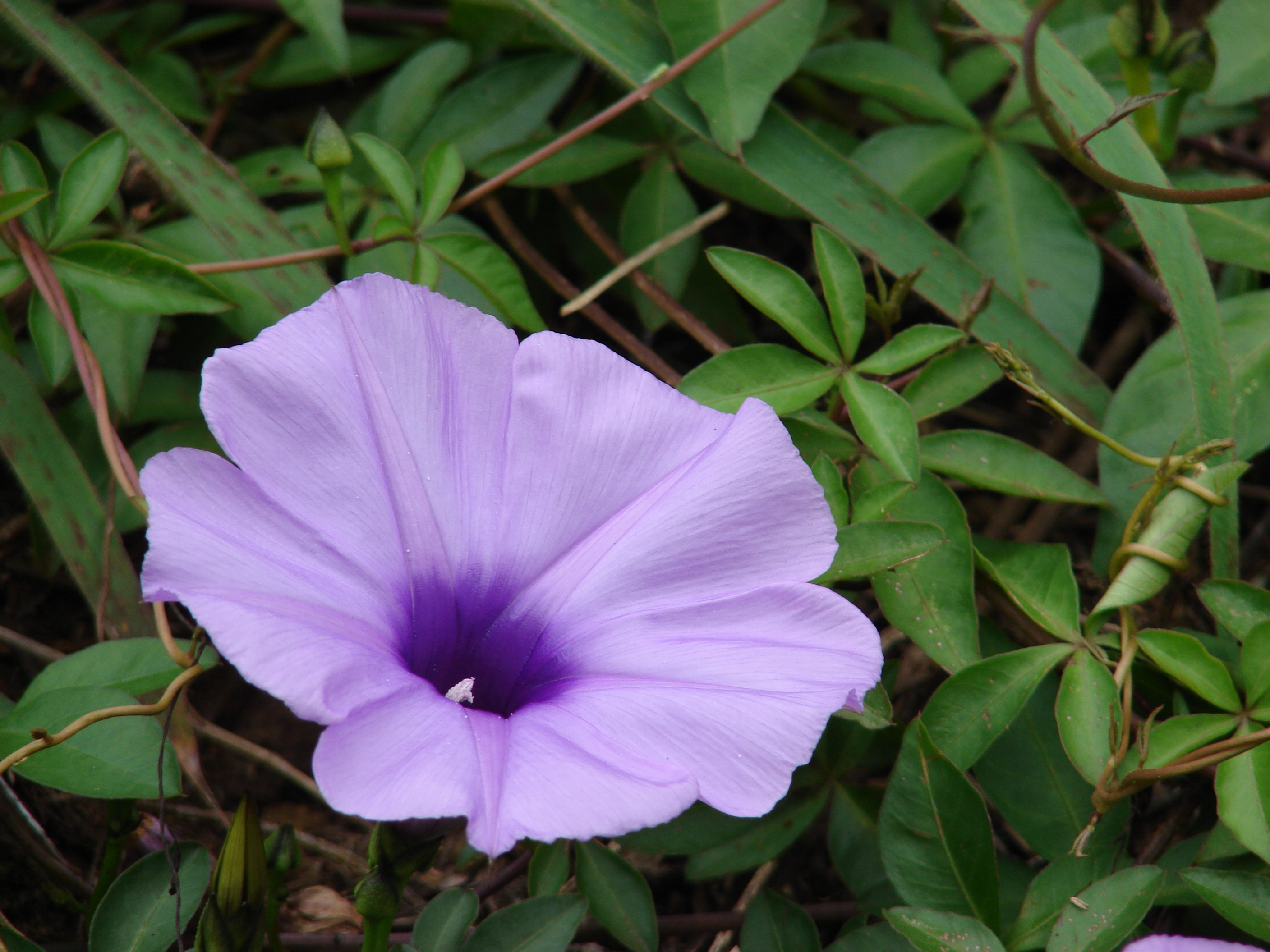
Ipomoea cairica.

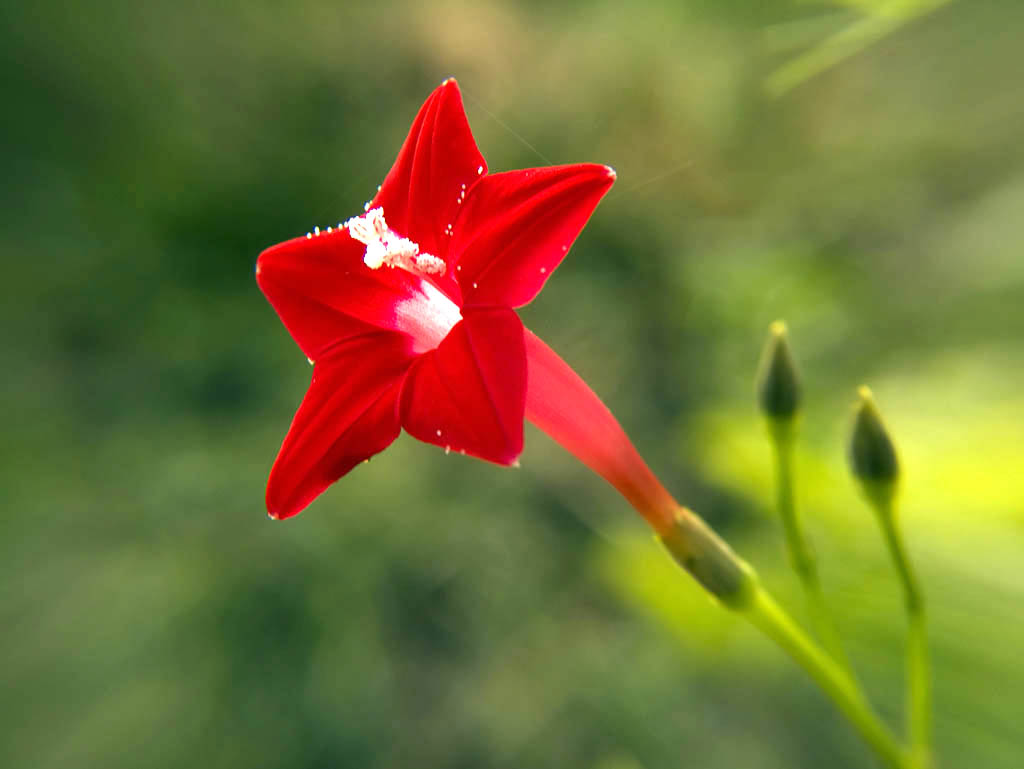
Ipomoea quamoclit.

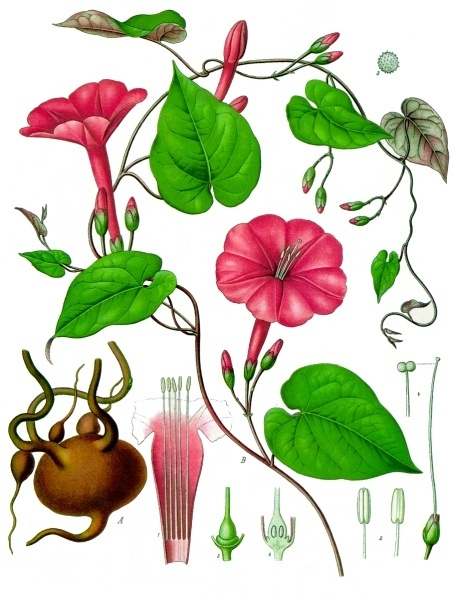
Ipomoea purga.

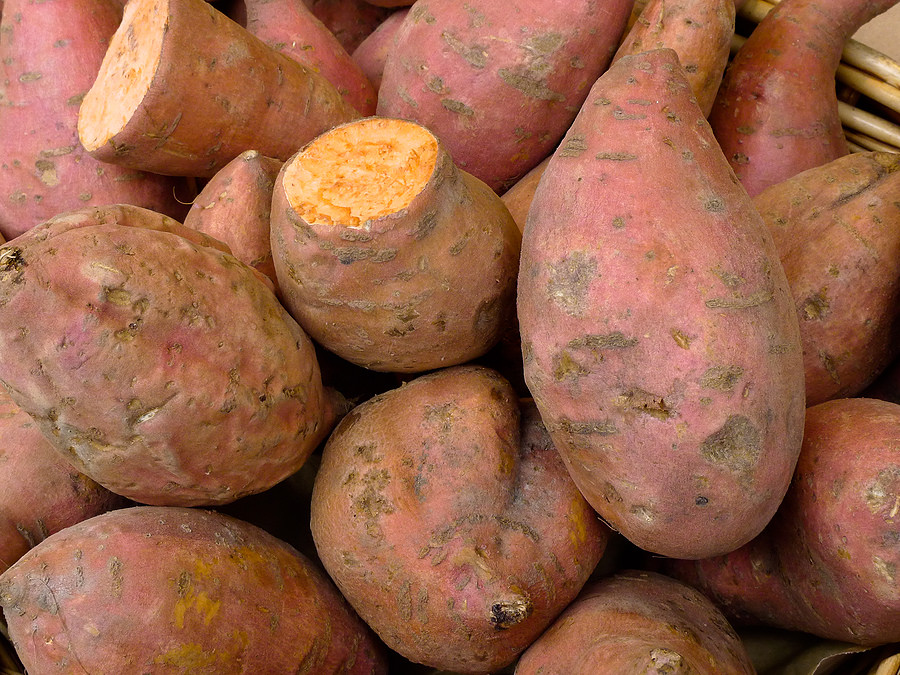
Ipomoea batatas.

La liste des espèces du genre Ipomoea  comprend près de 450 noms d'espèces acceptées, ce qui fait de ce genre de loin le plus important de la famille des Convolvulaceae, devant le genre Convolvulus (environ 250 espèces) et le place au 43e rang des plus grands genres d'Angiospermes. Selon la base de données The Plant List, 1823  espèces rattachées au genre Ipomoea ont été décrites, mais seules 449 épithètes désignent des espèces acceptées (y compris quelques sous-espèces et variétés), tandis que 488 sont considérées comme des synonymes, et 786 comme mal appliquées.

Ce genre, qui comprend des plantes herbacées vivaces, rarement annuelles, ou des arbustes, aux tiges souvent volubiles, parfois prostrées ou flottantes, aux feuilles entières, lobées ou divisées et aux fleurs pentamères, à corolle soudée, campanulée ou en entonnoir, est présent principalement dans les régions tropicales, subtropicales et tempérées chaudes, particulièrement en Amérique.

## Liste des espèces acceptées
Selon World Checklist of Selected Plant Families (WCSP) (23 mai 2020) :
- Ipomoea abrupta R.Br. (1810)
- Ipomoea abutiloides (Kunth) G.Don (1837)
- Ipomoea abyssinica (Choisy) Hochst. (1852)
- Ipomoea acanthocarpa (Choisy) Hochst. ex Schweinf. & Asch. (1867)
- Ipomoea acrensis J.R.I.Wood & Scotland (2017)
- Ipomoea aculeata Blume (1826)
  - variété Ipomoea aculeata var. aculeata
  - variété Ipomoea aculeata var. mollissima (Zoll.) Ooststr. (1940)
- Ipomoea acutisepala O'Donell (1950)
- Ipomoea adenioides Schinz (1888)
- Ipomoea adumbrata Rendle & Britten (1894)
- Ipomoea aemilii (O'Donell) J.R.I.Wood & R.Degen (2016)
- Ipomoea aequiloba J.R.I.Wood & Scotland (2017)
- Ipomoea alba L. (1753)
- Ipomoea albivenia (Lindl.) Sweet, Hort. Brit. (1830)
- Ipomoea alexandrae D.F.Austin, Opera Bot. (1982)
- Ipomoea alterniflora Griseb. (1866)
- Ipomoea altoamazonica J.R.I.Wood & Scotland (2017)
- Ipomoea altoparanaensis O'Donell (1952)
- Ipomoea amazonica (D.F.Austin & Staples) J.R.I.Wood & Scotland (2015)
- Ipomoea amnicola Morong (1893)
- Ipomoea ampullacea Fernald (1897)
- Ipomoea ana-mariae L.V.Vasconc. & Sim.-Bianch. (2016)
- Ipomoea androyensis Deroin, Bull. Mus. Natl. Hist. Nat., B (1992 publ. 1993)
- Ipomoea anemophoba Chiov. (1929)
- Ipomoea angustisepala O'Donell (1953)
- Ipomoea angustissima J.R.I.Wood & Scotland (2017)
- Ipomoea anisomeres B.L.Rob. & Bartlett (1907)
- Ipomoea antonschmidii R.W.Johnson (1986)
- Ipomoea appendiculata J.R.I.Wood & Scotland (2015)
- Ipomoea aprica House (1908)
- Ipomoea aquatica Forssk. (1775)
  - variété Ipomoea aquatica var. aquatica
  - variété Ipomoea aquatica var. heterophylla (Hallier f.) Rendle (1905)
- Ipomoea arborescens (Humb. & Bonpl. ex Willd.) G.Don (1837)
- Ipomoea ardissima A.Chev. (1950)
- Ipomoea arenicola Rendle & Britten (1894)
- Ipomoea argentaurata Hallier f. (1893)
- Ipomoea argentea Meisn. (1869)
- Ipomoea argentifolia A.Rich. (1850)
- Ipomoea argentinica Peter (1891)
- Ipomoea argillicola R.W.Johnson (1986)
- Ipomoea argyreia (Mart. ex Choisy) Meisn. (1869)
- Ipomoea argyrophylla Vatke (1882)
- Ipomoea aristolochiifolia G.Don (1837)
- Ipomoea asarifolia (Desr.) Roem. & Schult., Syst. Veg. (1819)
- Ipomoea asclepiadea Hallier f. (1893)
- Ipomoea aspera (Choisy) Vatke (1882)
- Ipomoea asplundii O'Donell (1952)
- Ipomoea asterophora Ooststr. (1940)
  - variété Ipomoea asterophora var. asterophora
  - variété Ipomoea asterophora var. subglabra Ooststr. (1939)
- Ipomoea atacorensis A.Chev., Bull. Mus. Natl. Hist. Nat., sér. 2 (1933)
- Ipomoea attenuata J.R.I.Wood & Scotland (2017)
- Ipomoea aurantiaca L.O.Williams, Fieldiana (1970)
- Ipomoea aurifolia Dammer (1897)
- Ipomoea austrobrasiliensis J.R.I.Wood & Scotland (2017)
- Ipomoea bahiensis Willd. (1819)
- Ipomoea bakeri Britten (1894)
- Ipomoea balioclada Urb. (1924)
- Ipomoea bampsiana Lejoly & Lisowski (1986)
- Ipomoea barbatisepala A.Gray (1878)
- Ipomoea barlerioides (Choisy) Benth. ex C.B.Clarke (1883)
- Ipomoea barteri Baker (1894)
  - variété Ipomoea barteri var. barteri
  - variété Ipomoea barteri var. cordifolia Hallier f. (1898)
  - variété Ipomoea barteri var. longisepala Lejoly & Lisowski (1986)
- Ipomoea batatas (L.) Lam. (1793)
  - variété Ipomoea batatas var. apiculata (M.Martens & Galeotti) J.A.McDonald & D.F.Austin (1990)
  - variété Ipomoea batatas var. batatas
- Ipomoea batatoides Choisy (1837)
- Ipomoea bathycolpos Hallier f. (1893)
- Ipomoea beninensis Akoègn., Lisowski & Sinsin (2004)
- Ipomoea bernoulliana Peter (1891)
- Ipomoea biflora (L.) Pers. (1805)
- Ipomoea bisavium A.Meeuse (1960)
- Ipomoea blanchetii Choisy (1845)
- Ipomoea blepharophylla Hallier f. (1893)
- Ipomoea bolusiana Schinz (1888)
- Ipomoea bombycina (Choisy) Benth. & Hook.f. ex Hemsl., Biol. Cent.-Amer. (1882)
- Ipomoea bonariensis Hook. (1838)
- Ipomoea bracteata Cav. (1799)
  - variété Ipomoea bracteata var. bracteata
  - variété Ipomoea bracteata var. viridibracta A.McDonald (1987 publ. 1989)
- Ipomoea bracteolata R.W.Johnson (2012)
- Ipomoea brasiliana (Mart. ex Choisy) Meisn. (1869)
- Ipomoea brassii C.T.White (1935 publ. 1936)
- Ipomoea brownii Roem. & Schult., Syst. Veg. (1819)
- Ipomoea bullata Oliv., Trans. Linn. Soc. London (1887)
- Ipomoea burchellii Meisn. (1869)
- Ipomoea cairica (L.) Sweet (1826)
  - variété Ipomoea cairica var. cairica
  - variété Ipomoea cairica var. gracillima (Collett & Hemsl.) C.Y.Wu (1965)
  - variété Ipomoea cairica var. indica Hallier f. (1898)
- Ipomoea calantha Griseb. (1866)
- Ipomoea calobra F.Muell. (1879)
- Ipomoea caloneura Meisn. (1869)
- Ipomoea calophylla C.Wright ex Griseb. (1866)
- Ipomoea calyptrata Dammer (1897)
- Ipomoea cambodiensis Gagnep. & Courchet (1915)
- Ipomoea campanulata L. (1753)
- Ipomoea campestris Meisn. (1869)
- Ipomoea capillacea (Kunth) G.Don (1837)
- Ipomoea capitellata Choisy (1833 publ. 1834)
- Ipomoea cardenasiana O'Donell (1950)
- Ipomoea cardiophylla A.Gray (1878)
- Ipomoea carnea Jacq. (1760)
  - sous-espèce Ipomoea carnea subsp. carnea
  - sous-espèce Ipomoea carnea subsp. fistulosa (Mart. ex Choisy) D.F.Austin (1977)
- Ipomoea carolina L. (1753)
- Ipomoea caudata Fernald (1901)
- Ipomoea cavalcantei D.F.Austin (1981)
- Ipomoea cearensis O'Donell (1953)
- Ipomoea cerradoensis J.R.I.Wood & Scotland (2015)
- Ipomoea chamelana J.A.McDonald (1987)
- Ipomoea chapadensis J.R.I.Wood & L.V.Vasconc. (2017)
- Ipomoea cheirophylla O'Donell (1959)
- Ipomoea chenopodifolia (M.Martens & Galeotti) Hemsl., Biol. Cent.-Amer. (1882)
- Ipomoea chiliantha Hallier f. (1899)
- Ipomoea chilopsidis Standl., Publ. Field Columb. Mus. (1937)
- Ipomoea chiquitensis J.R.I.Wood & Scotland (2015)
- Ipomoea chiriquensis Standl. (1940)
- Ipomoea chloroneura Hallier f. (1893)
- Ipomoea chodatiana O'Donell (1950)
- Ipomoea cholulensis Kunth (1819)
- Ipomoea chondrosepala Hallier f. (1899)
- Ipomoea chrysocalyx D.F.Austin, Opera Bot. (1982)
- Ipomoea chrysochaetia Hallier f. (1893)
  - variété Ipomoea chrysochaetia var. chrysochaetia
  - variété Ipomoea chrysochaetia var. lasiophylla (Hallier f.) Lejoly & Lisowski (1992)
  - variété Ipomoea chrysochaetia var. velutipes (Welw. ex Rendle) Lejoly & Lisowski (1992)
- Ipomoea chrysosperma Hallier f. (1898)
- Ipomoea cicatricosa Baker (1895)
- Ipomoea ciervensis House (1907)
- Ipomoea citrina Hallier f. (1898)
- Ipomoea clarensis Alain (1955)
- Ipomoea clarkei Hook.f. (1885)
- Ipomoea clausa Rudolph ex Ledeb. (1805)
- Ipomoea clavata (G.Don) Ooststr. ex J.F.Macbr., Publ. Field Columb. Mus. (1931)
- Ipomoea coccinea L. (1753)
- Ipomoea colombiana O'Donell (1953)
- Ipomoea concolora (Matuda) D.F.Austin (1977 publ. 1978)
- Ipomoea connata J.R.I.Wood & L.V.Vasconc. (2017)
- Ipomoea consimilis Schulze-Menz (1938)
- Ipomoea convolvulifolia Hallier f. (1893)
- Ipomoea conzattii Greenm., Publ. Field Columb. Mus. (1907)
- Ipomoea coptica (L.) Roth ex Roem. & Schult., Syst. Veg. (1819)
  - variété Ipomoea coptica var. acuta Choisy (1845)
  - variété Ipomoea coptica var. coptica
- Ipomoea cordatotriloba Dennst. (1810)
  - variété Ipomoea cordatotriloba var. australis (O'Donell) D.F.Austin (1988)
  - variété Ipomoea cordatotriloba var. cordatotriloba
  - variété Ipomoea cordatotriloba var. torreyana (A.Gray) D.F.Austin (1988)
- Ipomoea cordillerae J.R.I.Wood & Scotland (2017)
- Ipomoea cordofana Choisy (1845)
- Ipomoea coriacea Choisy (1845)
- Ipomoea corrugata Thulin (2005)
- Ipomoea corymbosa (L.) Roth (1819)
- Ipomoea coscinosperma Hochst. ex Choisy (1845)
- Ipomoea costata F.Muell. ex Benth. (1868)
- Ipomoea costellata Torr. (1858)
- Ipomoea crassipes Hook. (1844)
  - variété Ipomoea crassipes var. cordifolia Rendle (1908)
  - variété Ipomoea crassipes var. crassipes
  - variété Ipomoea crassipes var. hewittioides (Hallier f.) Hallier f. (1899)
  - variété Ipomoea crassipes var. hirta Hallier f. (1903)
- Ipomoea crepidiformis Hallier f. (1893)
  - variété Ipomoea crepidiformis var. crepidiformis
  - variété Ipomoea crepidiformis var. microcephala (Hallier f.) Verdc. (1958)
  - variété Ipomoea crepidiformis var. minor Rendle (1901)
- Ipomoea crinicalyx S.Moore, Trans. Linn. Soc. London (1895)
- Ipomoea crispa (Thunb.) Hallier f. (1893)
- Ipomoea cristulata Hallier f. (1922)
- Ipomoea cryptica J.R.I.Wood & Scotland (2015)
- Ipomoea cubensis (House) Urb. (1925)
- Ipomoea cuneifolia Meisn. (1869)
- Ipomoea cuprinacoma E.Carranza & J.A.McDonald (2004)
- Ipomoea curtipes Rendle (1905)
- Ipomoea cuscoensis J.R.I.Wood & P.Muñoz (2017)
- Ipomoea cynanchifolia Meisn. (1869)
- Ipomoea darainensis Deroin, Ranir. & Nusb. (2008)
- Ipomoea dasycarpa J.R.I.Wood & Scotland (2017)
- Ipomoea daturiflora Meisn. (1869)
- Ipomoea decaisnei Ooststr. (1940)
- Ipomoea decasperma Hallier f. (1897)
- Ipomoea decemcornuta O'Donell (1953)
- Ipomoea decipiens Dammer (1897)
- Ipomoea delphinioides Choisy (1837)
- Ipomoea delpierrei De Wild. (1911)
- Ipomoea deminuta J.R.I.Wood & Scotland (2017)
- Ipomoea densibracteata O'Donell (1950)
- Ipomoea densivestita R.W.Johnson (2012)
- Ipomoea descolei O'Donell (1950)
- Ipomoea desmophylla Bojer ex Choisy (1845)
- Ipomoea desrousseauxii Steud., Nomencl. Bot., ed. 2 (1840)
- Ipomoea diamantinensis J.M.Black ex Eardley (1957)
- Ipomoea diantha Roem. & Schult., Syst. Veg. (1819)
- Ipomoea dichroa Hochst. ex Choisy (1845)
- Ipomoea diegoae M.C.Lara (2004)
- Ipomoea digitata L., Syst. Nat. ed. 10 (1759)
- Ipomoea discoidea Gonz.-Martínez & J.Jiménez Ram. (2015)
- Ipomoea discolor (Kunth) G.Don (1837)
- Ipomoea distans Choisy (1845)
- Ipomoea diversifolia R.Br. (1810)
- Ipomoea dolichopoda J.R.I.Wood & Scotland (2017)
- Ipomoea donaldsonii Rendle (1896)
- Ipomoea dubia Roem. & Schult., Syst. Veg. (1819)
- Ipomoea dumetorum (Kunth) Willd. (1819)
- Ipomoea dumosa (Benth.) L.O.Williams, Fieldiana (1970)
- Ipomoea dunlopii R.W.Johnson (2012)
- Ipomoea durangensis House (1908)
- Ipomoea duvigneaudii Lejoly & Lisowski (1986)
- Ipomoea echinocalyx Meisn. (1869)
- Ipomoea edithae Gage (1905)
- Ipomoea edwardsensis (O'Kennon & G.L.Nesom) O'Kennon (2019)
- Ipomoea eggersiana Peter (1891)
- Ipomoea electrina D.F.Austin & J.A.McDonald (2002)
- Ipomoea elongata Choisy (1845)
- Ipomoea elytrocephala Hallier f. (1893)
- Ipomoea emeiensis Z.Y.Zhu, Bull. Bot. Res. (2004)
- Ipomoea ensiformis J.R.I.Wood & Scotland (2017)
- Ipomoea ephemera Verdc. (1961)
- Ipomoea eremnobrocha D.F.Austin (1997)
- Ipomoea eriocalyx (Mart. ex Choisy) Meisn. (1869)
- Ipomoea eriocarpa R.Br. (1810)
- Ipomoea erioleuca Hallier f. (1899)
- Ipomoea erosa Urb. (1925)
- Ipomoea estrellensis Hassl. ex O'Donell (1952)
- Ipomoea eurysepala Hallier f. (1893)
- Ipomoea eximia House (1907)
- Ipomoea expansa A.McDonald (1982)
- Ipomoea exserta J.R.I.Wood & Scotland (2015)
- Ipomoea falkioides Griseb. (1866)
- Ipomoea fanshawei Verdc. (1967)
- Ipomoea fasciculata J.R.I.Wood & Scotland (2017)
- Ipomoea ficifolia Lindl. (1840)
  - variété Ipomoea ficifolia var. amplissima Verdc. (1967)
  - variété Ipomoea ficifolia var. ficifolia
- Ipomoea fiebrigii Hassl. ex O'Donell (1948)
- Ipomoea fimbriosepala Choisy (1845)
- Ipomoea fissifolia (McPherson) Eckenw. (1989)
- Ipomoea flavivillosa Schulze-Menz (1938)
- Ipomoea franciscana Choisy (1845)
- Ipomoea fuchsioides Griseb. (1866)
- Ipomoea fulvicaulis (Hochst. ex Choisy) Boiss. ex Hallier f. (1893)
  - variété Ipomoea fulvicaulis var. asperifolia (Hallier f.) Verdc. (1960)
  - variété Ipomoea fulvicaulis var. fulvicaulis
  - variété Ipomoea fulvicaulis var. heterocalyx (Schulze-Menz) Verdc. (1961)
- Ipomoea funicularis R.W.Johnson (2012)
- Ipomoea funis Cham. & Schltdl. (1830)
  - variété Ipomoea funis var. funis
  - variété Ipomoea funis var. langlassei (House) O'Donell (1959)
- Ipomoea furcyensis Urb. (1902)
- Ipomoea galactorrhoea Hallier f. (1899)
- Ipomoea galhareriana Thulin (2005)
- Ipomoea garckeana Vatke (1882)
- Ipomoea geophilifolia K.Afzel. (1966)
- Ipomoea gesnerioides J.A.McDonald (1992)
- Ipomoea gigantea (Silva Manso) Choisy (1845)
- Ipomoea gilana K.Keith & J.A.McDonald (2017)
- Ipomoea gloverae J.A.McDonald (1993)
- Ipomoea goyazensis Gardner (1842)
- Ipomoea gracilis R.Br. (1810)
- Ipomoea gracilisepala Rendle (1901)
- Ipomoea graminea R.Br. (1810)
- Ipomoea graminifolia J.R.I.Wood & Scotland (2017)
- Ipomoea grandifolia (Dammer) O'Donell (1952)
- Ipomoea graniticola J.R.I.Wood & Scotland (2015)
- Ipomoea grantii Oliv. (1875)
- Ipomoea granulosa Chodat & Hassl., Bull. Herb. Boissier, sér. 2 (1905)
- Ipomoea guaranitica Chodat & Hassl., Bull. Herb. Boissier, sér. 2 (1905)
- Ipomoea gypsophila J.R.I.Wood & Scotland (2015)
- Ipomoea habeliana Oliv. (1871)
- Ipomoea hackeliana (Schinz) Hallier f. (1893)
- Ipomoea haenkeana Choisy (1845)
- Ipomoea harlingii D.F.Austin, Opera Bot. (1982)
- Ipomoea harmandii Gagnep. (1915)
- Ipomoea hartmannii Vatke & Rensch (1882)
- Ipomoea hartwegii Benth. (1839)
- Ipomoea hastifolia Domin (1928)
- Ipomoea hastigera Kunth (1819)
- Ipomoea hederacea Jacq. (1786)
- Ipomoea hederifolia L., Syst. Nat. ed. 10 (1759)
- Ipomoea heptaphylla Sweet, Hort. Brit. (1830)
- Ipomoea herpeana Deroin, Bull. Mus. Natl. Hist. Nat., B (1993)
- Ipomoea heterodoxa Standl. & Steyerm., Publ. Field Columb. Mus. (1944)
- Ipomoea heterosepala Baker (1895)
- Ipomoea heterotricha Didr. (1854)
- Ipomoea hewittacea (Kuntze) J.R.I.Wood & Scotland (2015)
- Ipomoea hieronymi (Kuntze) O'Donell (1948)
- Ipomoea hildebrandtii Vatke (1882)
  - sous-espèce Ipomoea hildebrandtii subsp. grantii (Baker) Verdc. (1962)
  - sous-espèce Ipomoea hildebrandtii subsp. hildebrandtii
  - variété Ipomoea hildebrandtii var. mahonii (C.H.Wright) Verdc. (1969)
  - sous-espèce Ipomoea hildebrandtii subsp. megaensis Verdc. (1958)
  - sous-espèce Ipomoea hildebrandtii subsp. orientalis Verdc. (1978)
- Ipomoea hiranensis Thulin (2005)
- Ipomoea hirsutissima Gardner (1842)
- Ipomoea hirtifolia R.C.Fang & S.H.Huang (1985)
- Ipomoea hochstetteri House (1908)
- Ipomoea holubii Baker (1894)
- Ipomoea homotrichoidea O'Donell (1948)
- Ipomoea horsfalliae Hook. (1834)
- Ipomoea huayllae J.R.I.Wood & Scotland (2015)
- Ipomoea humidicola Verdc. (1978)
- Ipomoea hypargyrea Griseb. (1866)
  - variété Ipomoea hypargyrea var. baracoensis Urb. (1924)
  - variété Ipomoea hypargyrea var. hypargyrea
- Ipomoea ignava House (1908)
- Ipomoea imperati (Vahl) Griseb. (1866)
- Ipomoea inaccessa J.R.I.Wood & Scotland (2018)
- Ipomoea incarnata (Vahl) Choisy (1845)
- Ipomoea incerta (Britton) Urb. (1924)
- Ipomoea indica (Burm.) Merr. (1917)
- Ipomoea indivisa (Vell.) Hallier f. (1922)
- Ipomoea intrapilosa Rose (1894)
- Ipomoea invicta House (1908)
- Ipomoea involucrata P.Beauv. (1816)
  - variété Ipomoea involucrata var. burttii Verdc. (1958)
  - variété Ipomoea involucrata var. involucrata
  - variété Ipomoea involucrata var. operosa (C.H.Wright) Verdc. (1958)
- Ipomoea irwiniae Verdc. (1958)
- Ipomoea isthmica J.R.I.Wood & Buril (2017)
- Ipomoea itapuaensis J.R.I.Wood & R.Degen (2016)
- Ipomoea jacalana Matuda (1965)
- Ipomoea jaegeri Pilg. (1910)
- Ipomoea jalapa (L.) Pursh (1814)
- Ipomoea jalapoides Griseb. (1866)
- Ipomoea jamaicensis G.Don (1837)
- Ipomoea jicama Brandegee, Proc. Calif. Acad. Sci., ser. 2 (1889)
- Ipomoea johnsoniana R.L.Barrett (2016)
- Ipomoea jucunda Thwaites (1860)
- Ipomoea jujuyensis O'Donell (1948)
- Ipomoea juliagutierreziae J.R.I.Wood & Scotland (2015)
- Ipomoea kahloae Gonz.-Martínez, Lozada-Pérez & Rios-Carr. (2018)
- Ipomoea kalumburu R.W.Johnson (2012)
- Ipomoea kassneri Rendle (1912)
- Ipomoea katangensis Lisowski & Wiland (1999)
- Ipomoea keraudreniae Deroin, Bull. Mus. Natl. Hist. Nat., B (1992 publ. 1993)
- Ipomoea killipiana O'Donell (1950)
- Ipomoea kilwaensis Pilg. (1910)
- Ipomoea kituiensis Vatke (1882)
  - variété Ipomoea kituiensis var. hirsutissima Verdc. (1967)
  - variété Ipomoea kituiensis var. kituiensis
  - variété Ipomoea kituiensis var. massaiensis (Pilg.) Verdc. (1958)
- Ipomoea kotschyana Hochst. ex Choisy (1845)
- Ipomoea kraholandica J.R.I.Wood & Scotland (2017)
- Ipomoea kruseana Matuda (1966)
- Ipomoea kunthiana Meisn. (1869)
- Ipomoea lachnaea Spreng. (1822)
- Ipomoea lactifera J.R.I.Wood & Scotland (2015)
- Ipomoea lacunosa L. (1753)
- Ipomoea laeta A.Gray ex S.Watson (1887)
- Ipomoea lambii Fernald (1895)
- Ipomoea lanata E.A.Bruce (1937)
- Ipomoea langsdorffii Choisy (1845)
- Ipomoea lanuginosa O'Donell (1950)
- Ipomoea lapathifolia Hallier f. (1893)
  - variété Ipomoea lapathifolia var. bussei (Pilg.) Verdc. (1961)
  - sous-espèce Ipomoea lapathifolia subsp. lapathifolia
  - variété Ipomoea lapathifolia var. parviflora Verdc. (1967)
  - sous-espèce Ipomoea lapathifolia subsp. shabensis Lejoly & Lisowski (1986)
- Ipomoea lapidosa Vatke (1882)
- Ipomoea laxiflora H.J.Chowdhery & Debta (2009)
- Ipomoea lenis House (1908)
- Ipomoea leonensis B.L.Rob. (1891)
- Ipomoea lepidophora Lebrun & Taton (1948)
- Ipomoea leprieurii D.F.Austin (1981)
- Ipomoea leptophylla Torr. (1845)
- Ipomoea ×leucantha Jacq. (1788)
- Ipomoea leucanthemum (Klotzsch) Hallier f. (1893)
- Ipomoea leucotricha Donn.Sm. (1897)
- Ipomoea lilloana O'Donell (1948)
- Ipomoea limosa R.W.Johnson (2012)
- Ipomoea lindenii M.Martens & Galeotti (1845)
- Ipomoea lindheimeri A.Gray (1878)
- Ipomoea lindmanii Urb. (1924)
- Ipomoea lineolata Urb. (1903)
- Ipomoea linosepala Hallier f. (1893)
  - sous-espèce Ipomoea linosepala subsp. alpina (Rendle) Lejoly & Lisowski (1992)
  - sous-espèce Ipomoea linosepala subsp. auroargentea Duvigneaud & Dewit. (1963)
  - sous-espèce Ipomoea linosepala subsp. kundelungensis Lejoly & Lisowski (1986)
  - sous-espèce Ipomoea linosepala subsp. linosepala
  - sous-espèce Ipomoea linosepala subsp. upembensis Lejoly & Lisowski (1986)
- Ipomoea littoralis Blume (1826)
- Ipomoea livescens (Schltdl. ex Kunze) Meisn. (1869)
- Ipomoea lobata (Cerv.) Thell. (1919)
- Ipomoea lonchophylla J.M.Black (1926)
- Ipomoea longeramosa Choisy (1845)
- Ipomoea longibarbis J.R.I.Wood & Scotland (2015)
- Ipomoea longibracteolata Sim.-Bianch. & J.R.I.Wood (2017)
- Ipomoea longifolia Benth. (1839)
- Ipomoea longirostra J.R.I.Wood & Scotland (2017)
- Ipomoea longistaminea O'Donell (1950)
- Ipomoea longituba Hallier f., Sitzungsber. Kaiserl. Akad. Wiss. (1898)
- Ipomoea lottiae J.A.McDonald (1987)
- Ipomoea lozanii Painter ex House (1907)
- Ipomoea lutea Hemsl. (1879)
- Ipomoea luteoviridis Ekman & Leonard (1927)
- Ipomoea macarenaensis J.R.I.Wood & Scotland (2017)
- Ipomoea macdonaldii E.Carranza (2011)
- Ipomoea macedoi Hoehne, Arq. Bot. Estado São Paulo, n.s., f.m. (1950)
- Ipomoea macrorhiza Michx. (1803)
- Ipomoea macrosepala Brenan (1949)
- Ipomoea macrosiphon Hallier f. (1901)
- Ipomoea madrensis S.Watson (1888)
- Ipomoea magna Sim.-Bianch. & J.R.I.Wood (2017)
- Ipomoea magniflora O'Donell (1953)
- Ipomoea magnifolia Rusby (1896)
- Ipomoea magnusiana Schinz (1888)
- Ipomoea mairetii Choisy (1845)
- Ipomoea malpighipila O'Donell (1950)
- Ipomoea malvaeoides Meisn. (1869)
  - variété Ipomoea malvaeoides var. argentea O'Donell (1959)
  - variété Ipomoea malvaeoides var. lineariloba Hallier f. (1899)
  - variété Ipomoea malvaeoides var. malvaeoides
- Ipomoea malvaviscoides Meisn. (1869)
- Ipomoea marabensis D.F.Austin & Secco (1988)
- Ipomoea maranyonensis J.R.I.Wood & Scotland (2017)
- Ipomoea marcellia Meisn. (1869)
- Ipomoea marginisepala O'Donell (1950)
- Ipomoea marmorata Britten & Rendle (1896)
  - sous-espèce Ipomoea marmorata subsp. marmorata
  - sous-espèce Ipomoea marmorata subsp. somalica Verdc. (1961)
- Ipomoea mathewsiana Kuntze (1891)
- Ipomoea maurandioides Meisn. (1869)
- Ipomoea mauritiana Jacq. (1791)
- Ipomoea mcphersonii D.F.Austin (1996)
- Ipomoea mcvaughii McPherson (1980)
- Ipomoea megalantha J.R.I.Wood & Scotland (2017)
- Ipomoea megapotamica Choisy (1845)
  - sous-espèce Ipomoea megapotamica subsp. megapotamica
  - sous-espèce Ipomoea megapotamica subsp. velutina J.R.I.Wood & Scotland (2017)
- Ipomoea melancholica J.R.I.Wood & Buril (2017)
- Ipomoea mendozae J.R.I.Wood & Scotland (2015)
- Ipomoea merremioides Alain (1956)
- Ipomoea meyeri (Spreng.) G.Don (1837)
- Ipomoea micrantha Hallier f. (1898)
- Ipomoea microcalyx Schulze-Menz (1938)
- Ipomoea microdactyla Griseb. (1866)
- Ipomoea microdonta J.R.I.Wood & Scotland (2017)
- Ipomoea microsepala Benth. (1845)
- Ipomoea milnei Verdc. (1956)
- Ipomoea minutiflora (M.Martens & Galeotti) House (1909)
- Ipomoea miquihuanensis J.A.McDonald (1987)
- Ipomoea mirabilis P.P.A.Ferreira & Sim.-Bianch. (2013)
- Ipomoea mirandina (Pittier) O'Donell (1953)
- Ipomoea mitchellae Standl., Publ. Field Columb. Mus. (1930)
- Ipomoea mombassana Vatke (1882)
  - variété Ipomoea mombassana var. massaica Verdc. (1969)
  - variété Ipomoea mombassana var. mombassana
- Ipomoea montecristina Hadac (1970)
- Ipomoea morongii Britton (1893)
- Ipomoea mucronatoproducta J.R.I.Wood & Scotland (2015)
- Ipomoea mucronifolia J.R.I.Wood & Scotland (2015)
- Ipomoea muelleri Benth. (1868)
- Ipomoea ×multifida (Raf.) Shinners
- Ipomoea muricata (L.) Jacq. (1798)
- Ipomoea murucoides Roem. & Schult., Syst. Veg. (1819)
- Ipomoea nationis (Hook.) G.Nicholson (1885)
- Ipomoea neei (Spreng.) O'Donell (1959)
- Ipomoea nematoloba Urb. (1902)
- Ipomoea nematophylla Urb. (1908)
- Ipomoea nephrosepala Chiov. (1929)
- Ipomoea neurocephala Hallier f. (1898 publ. 1899)
- Ipomoea nil (L.) Roth (1797)
- Ipomoea nitida Griseb. (1879)
- Ipomoea noctulifolia McPherson (1980)
- Ipomoea nyctaginea Choisy (1845)
- Ipomoea oblongata E.Mey. ex Choisy (1845)
- Ipomoea oblongifolia (Hassl.) O'Donell (1950)
- Ipomoea obscura (L.) Ker Gawl. (1817)
  - variété Ipomoea obscura var. demissa (Hallier f.) Verdc. (1978)
  - variété Ipomoea obscura var. obscura
  - variété Ipomoea obscura var. sagittifolia Verdc. (1958)
- Ipomoea ochracea (Lindl.) Sweet, Hort. Brit. (1830)
- Ipomoea odontophylla J.R.I.Wood & Scotland (2015)
- Ipomoea oenotherae (Vatke) Hallier f. (1893)
  - variété Ipomoea oenotherae var. angustifolia (Oliv.) Verdc. (1958)
  - variété Ipomoea oenotherae var. oenotherae
- Ipomoea oenotheroides (L.f.) A.Meeuse & Welman (2000)
- Ipomoea ommanneyi Rendle (1902)
- Ipomoea ophiodes Standl. & Steyerm., Publ. Field Columb. Mus. (1944)
- Ipomoea opulifolia Rusby (1899)
- Ipomoea oranensis O'Donell (1948)
- Ipomoea orizabensis (G.Pelletan) Ledeb. ex Steud., Nomencl. Bot., ed. 2 (1840)
  - variété Ipomoea orizabensis var. austromexicana J.A.McDonald (2001)
  - variété Ipomoea orizabensis var. collina (House) J.A.McDonald (2001)
  - variété Ipomoea orizabensis var. novogaliciana J.A.McDonald (2001)
  - variété Ipomoea orizabensis var. orizabensis
- Ipomoea ovatolanceolata (Hallier f.) Thulin (2005)
- Ipomoea padillae O'Donell (1959)
- Ipomoea paludicola J.R.I.Wood & Scotland (2015)
- Ipomoea paludosa O'Donell (1950)
- Ipomoea pampeana P.P.A.Ferreira & Miotto (2011)
- Ipomoea pandurata (L.) G.Mey. (1818)
- Ipomoea pantanalensis J.R.I.Wood & Urbanetz (2016)
- Ipomoea paolii Chiov. (1916)
- Ipomoea papilio Hallier f. (1898)
- Ipomoea paradae J.R.I.Wood & Scotland (2015)
- Ipomoea paraguariensis Peter (1891)
- Ipomoea paranaensis Hoehne (1934 publ. 1935)
- Ipomoea parasitica (Kunth) G.Don (1837)
- Ipomoea parvibracteolata J.R.I.Wood & L.V.Vasconc. (2017)
- Ipomoea passifloroides House (1908)
- Ipomoea pauciflora M.Martens & Galeotti (1845)
  - sous-espèce Ipomoea pauciflora subsp. pauciflora
  - sous-espèce Ipomoea pauciflora subsp. vargasiana (O'Donell) McPherson (1981 publ. 1982)
- Ipomoea paulistana (Silva Manso) Stellfeld (1945)
- Ipomoea paulitschkei Schweinf. & Volkens (1898)
- Ipomoea pearceana Kuntze (1891)
- Ipomoea pedicellaris Benth. (1845)
- Ipomoea pellita Hallier f. (1893)
- Ipomoea perpartita McPherson (1980)
- Ipomoea perrieri Deroin, Bull. Mus. Natl. Hist. Nat., B (1993)
- Ipomoea peruviana O'Donell (1948)
- Ipomoea pes-caprae (L.) R.Br. (1818)
- Ipomoea pes-tigridis L. (1753)
  - variété Ipomoea pes-tigridis var. africana Hallier f. (1898)
  - variété Ipomoea pes-tigridis var. longibracteata Vatke (1882)
  - variété Ipomoea pes-tigridis var. pes-tigridis
- Ipomoea peteri (Kuntze) Staples & Govaerts (2015)
- Ipomoea petitiana Lejoly & Lisowski (1985)
- Ipomoea petrophila House (1907)
- Ipomoea philomega (Vell.) House (1908)
  - variété Ipomoea philomega var. marowynensis Ooststr. (1936)
  - variété Ipomoea philomega var. philomega
- Ipomoea pierrei Gagnep. (1915)
- Ipomoea pileata Roxb. (1824)
- Ipomoea pinifolia Meisn. (1869)
- Ipomoea pintoi O'Donell (1953)
- Ipomoea pittieri O'Donell (1950)
- Ipomoea platensis Ker Gawl. (1819)
- Ipomoea plummerae A.Gray, Syn. Fl. N. Amer., ed. 2 (1886)
  - forme Ipomoea plummerae f. adiantifolia Ooststr. (1933)
  - variété Ipomoea plummerae var. cupulata J.A.McDonald (1995)
  - variété Ipomoea plummerae var. plummerae
- Ipomoea pogonantha Thulin (2005)
- Ipomoea pogonocalyx J.R.I.Wood & Scotland (2017)
- Ipomoea pohlii Choisy (1845)
- Ipomoea polhillii Verdc. (1967)
- Ipomoea polpha R.W.Johnson (1986)
  - sous-espèce Ipomoea polpha subsp. latzii R.W.Johnson (2006)
  - sous-espèce Ipomoea polpha subsp. polpha
  - sous-espèce Ipomoea polpha subsp. weirana R.W.Johnson (2006)
- Ipomoea polymorpha Roem. & Schult., Syst. Veg. (1819)
- Ipomoea polyrrhizos (Silva Manso) Choisy (1845)
- Ipomoea populina House (1908)
- Ipomoea porrecta Rendle & Britten (1894)
- Ipomoea praecana House (1908)
- Ipomoea praecox C.Wright (1870)
- Ipomoea praematura Eckenw. (1989)
- Ipomoea prismatosyphon Welw. (1859)
  - variété Ipomoea prismatosyphon var. prismatosyphon
  - variété Ipomoea prismatosyphon var. trifida Verdc. (1958)
- Ipomoea procumbens Mart. ex Choisy (1845)
- Ipomoea procurrens Meisn. (1869)
- Ipomoea prolifera J.R.I.Wood & Scotland (2018)
- Ipomoea protea Rendle & Britten (1894)
- Ipomoea proxima (M.Martens & Galeotti) Godm. & Salvin, Biol. Cent.-Amer. (1882)
- Ipomoea pruinosa McPherson (1980)
- Ipomoea psammophila J.R.I.Wood & Scotland (2015)
- Ipomoea pseudomarginata Deroin, Bull. Mus. Natl. Hist. Nat., B (1993)
- Ipomoea pseudoracemosa McPherson (1980)
- Ipomoea pterocaulis J.R.I.Wood & L.V.Vasconc. (2017)
- Ipomoea pubescens Lam. (1793)
- Ipomoea pulcherrima Ooststr. (1933)
- Ipomoea puncticulata Benth. (1845)
- Ipomoea punicea (Silva Manso) Choisy (1845)
- Ipomoea purga (Wender.) Hayne (1833)
- Ipomoea purpurea (L.) Roth (1787)
- Ipomoea pyramidalis Hallier f. (1893)
- Ipomoea pyrenea Taub. (1896)
- Ipomoea pyrophila A.Chev., Bull. Mus. Natl. Hist. Nat., sér. 2 (1933)
- Ipomoea quamoclit L. (1753)
- Ipomoea queirozii J.R.I.Wood & L.V.Vasconc. (2017)
- Ipomoea racemigera F.Muell. & Tate (1890)
- Ipomoea racemosa Poir. (1816)
- Ipomoea ramboi O'Donell (1960)
- Ipomoea ramosissima (Poir.) Choisy (1845)
- Ipomoea recta De Wild., Ann. Mus. Congo Belge, Bot., sér. 4 (1903)
- Ipomoea reflexa Span. (1841)
- Ipomoea reflexisepala Lejoly & Lisowski (1986)
- Ipomoea regnellii Meisn. (1869)
- Ipomoea repanda Jacq. (1760)
- Ipomoea reticulata O'Donell (1953)
- Ipomoea retropilosa (Pittier) D.F.Austin (1977 publ. 1978)
  - sous-espèce Ipomoea retropilosa subsp. cundinamarcana J.R.I.Wood & Scotland (2017)
  - sous-espèce Ipomoea retropilosa subsp. retropilosa
- Ipomoea revoluta J.R.I.Wood & Scotland (2017)
- Ipomoea rhomboidea House (1908)
- Ipomoea richardsiae Verdc. (1967)
- Ipomoea riograndensis P.P.A.Ferreira & Miotto (2011)
- Ipomoea riparum Standl. & L.O.Williams (1950)
- Ipomoea robbrechtii Lejoly & Lisowski (1985)
- Ipomoea robertsiana Rendle (1901)
- Ipomoea robinsonii House (1908)
- Ipomoea robusta Urb. (1925)
- Ipomoea robynsiana Lejoly & Lisowski (1986)
- Ipomoea rojasii Hassl. (1911)
- Ipomoea rosea Choisy (1845)
- Ipomoea rotundata Verdc. (1978)
- Ipomoea rubens Choisy (1833 publ. 1834)
- Ipomoea rubriflora O'Donell (1959)
- Ipomoea rumicifolia Choisy (1833 publ. 1834)
- Ipomoea rupestris Sim.-Bianch. & Pirani (2005)
- Ipomoea rupicola House (1908)
- Ipomoea rzedowskii E.Carranza, Zamudio & Murguía (1998)
- Ipomoea sagittata Poir. (1789)
- Ipomoea sagittifolia Burm.f. (1768)
- Ipomoea saintronanensis R.W.Johnson (1986)
- Ipomoea salicifolia Roxb. (1824)
- Ipomoea salsettensis Santapau & Patel (1958)
- Ipomoea santacruzensis O'Donell (1952)
- Ipomoea santillanii O'Donell (1941)
- Ipomoea saopaulista O'Donell (1953)
- Ipomoea schaffneri S.Watson (1882)
- Ipomoea schaijesii Lejoly & Lisowski (1988)
- Ipomoea schomburgkii Choisy (1845)
- Ipomoea schulziana O'Donell (1948)
- Ipomoea scopulina J.R.I.Wood & Scotland (2017)
- Ipomoea scopulorum Brandegee (1903)
- Ipomoea seaania Felger & Austin (2005)
- Ipomoea seducta House (1908)
- Ipomoea selleana Urb. (1927)
- Ipomoea sepacuitensis Donn.Sm. (1913)
- Ipomoea sericophylla Meisn. (1869)
- Ipomoea sericosepala J.R.I.Wood & Scotland (2015)
- Ipomoea serrana Sim.-Bianch. & L.V.Vasconc. (2016)
- Ipomoea sescossiana Baill. (1883)
- Ipomoea setifera Poir. (1804)
- Ipomoea setosa Ker Gawl. (1819)
- Ipomoea shirambensis Baker (1894)
- Ipomoea shumardiana (Torr.) Shinners (1961)
- Ipomoea shupangensis Baker (1894)
- Ipomoea sidamensis Thulin (1983)
- Ipomoea sidifolia Schrad. (1821)
- Ipomoea silvicola House (1907)
- Ipomoea simonsiana Rendle (1894)
- Ipomoea simplex Thunb. (1794)
- Ipomoea simulans D.Hanb., J. Linn. Soc. (1870)
- Ipomoea sindica Stapf (1894)
- Ipomoea sofomarensis Sebsebe (1998)
- Ipomoea sororia D.F.Austin & J.L.Tapia (2001)
- Ipomoea spathulata Hallier f. (1898)
- Ipomoea spectata J.A.McDonald (1993)
- Ipomoea sphenophylla Urb. (1908)
- Ipomoea spinulifera J.R.I.Wood & Scotland (2015)
- Ipomoea splendor-sylvae House (1907)
- Ipomoea spruceana Benth. ex Meisn. (1869)
- Ipomoea squamisepala O'Donell (1950)
- Ipomoea squamosa Choisy (1845)
  - variété Ipomoea squamosa var. squamosa
  - variété Ipomoea squamosa var. villosa Ooststr. (1933)
- Ipomoea stans Cav. (1795)
- Ipomoea staphylina Roem. & Schult., Syst. Veg. (1819)
- Ipomoea steerei (Standl.) L.O.Williams, Fieldiana (1970)
- Ipomoea stenobasis Brenan (1950)
- Ipomoea stenophylla Meisn. (1869)
- Ipomoea stenosiphon Hallier f., Sitzungsber. Kaiserl. Akad. Wiss. (1898)
- Ipomoea steudelii Millsp., Publ. Field Columb. Mus. (1895)
- Ipomoea stibaropoda Ooststr. (1940)
- Ipomoea stocksii C.B.Clarke (1883)
- Ipomoea stuckertii O'Donell (1948)
- Ipomoea suaveolens (M.Martens & Galeotti) Hemsl., Biol. Cent.-Amer. (1882)
- Ipomoea subincana (Choisy) Meisn. (1869)
- Ipomoea subrevoluta Choisy (1845)
- Ipomoea subspicata (Meisn.) O'Donell (1950)
- Ipomoea subtomentosa (Chodat & Hassl.) O'Donell (1952)
- Ipomoea suburceolata O'Donell (1953)
- Ipomoea suffruticosa Burch. (1824)
- Ipomoea suffulta (Kunth) G.Don (1837)
- Ipomoea sulina P.P.A.Ferreira & Miotto (2011)
- Ipomoea sulphurea (La Llave) G.Don (1837)
- Ipomoea sultani Chiov. (1929)
- Ipomoea sumatrana (Miq.) Ooststr. (1940)
- Ipomoea syringifolia Meisn. (1869)
- Ipomoea tabascana J.A.McDonald & D.F.Austin (1990)
- Ipomoea tacambarensis E.Carranza (2003)
- Ipomoea tarijensis O'Donell (1960)
- Ipomoea tastensis Brandegee (1903)
- Ipomoea tehuantepecensis L.Torres, R.Torres, M.P.Ramírez & J.A.McDonald (2008)
- Ipomoea temascaltepecensis Wilkin (1995)
- Ipomoea tenera Meisn. (1869)
- Ipomoea tentaculifera Greenm. (1898)
- Ipomoea tenuifolia (Vahl) Kuntze (1891)
- Ipomoea tenuiloba Torr. (1858)
  - variété Ipomoea tenuiloba var. lemmonii (A.Gray) Yatsk. & C.T.Mason (1984)
  - variété Ipomoea tenuiloba var. tenuiloba
- Ipomoea tenuipes Verdc. (1961)
- Ipomoea tenuirostris Choisy (1845)
  - sous-espèce Ipomoea tenuirostris subsp. hindeana (Rendle) Verdc. (1958)
  - sous-espèce Ipomoea tenuirostris subsp. repens Verdc. (1958)
  - sous-espèce Ipomoea tenuirostris subsp. tenuirostris
- Ipomoea tenuissima Choisy (1845)
- Ipomoea teotitlanica McPherson (1980)
- Ipomoea ternata Jacq. (1797)
- Ipomoea ternifolia Cav. (1799)
  - variété Ipomoea ternifolia var. ternifolia
  - variété Ipomoea ternifolia var. valida (House) J.A.McDonald (1995)
  - variété Ipomoea ternifolia var. villosa (Choisy) Staples & Govaerts (2015)
- Ipomoea theodori O'Donell (1948)
- Ipomoea thunbergioides Welw., Ann. Cons. Ultramar. (Portugal) (1856)
- Ipomoea thurberi A.Gray (1878)
- Ipomoea ticcopa Verdc. (1958)
- Ipomoea tiliacea (Willd.) Choisy (1845)
- Ipomoea tolmerana R.W.Johnson (2012)
  - sous-espèce Ipomoea tolmerana subsp. occidentalis R.W.Johnson (2012)
  - sous-espèce Ipomoea tolmerana subsp. tolmerana
- Ipomoea transvaalensis A.Meeuse (1957 publ. 1958)
  - sous-espèce Ipomoea transvaalensis subsp. orientalis Verdc. (1958)
  - sous-espèce Ipomoea transvaalensis subsp. transvaalensis
- Ipomoea trichosperma Blume (1826)
- Ipomoea tricolor Cav. (1795)
- Ipomoea trifida (Kunth) G.Don (1837)
- Ipomoea triflora Forssk. (1775)
- Ipomoea triloba L. (1753)
- Ipomoea trinervia Schulze-Menz (1938)
- Ipomoea tuberculata Ker Gawl. (1816)
  - variété Ipomoea tuberculata var. odontosepala (Baker) Verdc. (1960)
  - variété Ipomoea tuberculata var. tuberculata
- Ipomoea tubiflora Hook.f. (1847)
- Ipomoea tuboides O.Deg. & Ooststr. (1940)
- Ipomoea ugborea Ogunw. (1998)
- Ipomoea uninervis J.R.I.Wood & Scotland (2017)
- Ipomoea urbaniana (Dammer) Hallier f., Sitzungsber. Kaiserl. Akad. Wiss. (1898)
- Ipomoea urbinei House (1907)
- Ipomoea uruguayensis Meisn. (1869)
- Ipomoea vagans Baker (1894)
- Ipomoea valenzuelensis Chodat & Hassl., Bull. Herb. Boissier, sér. 2 (1905)
- Ipomoea variifolia Meisn. (1869)
- Ipomoea veadeirosii J.R.I.Wood & Scotland (2017)
- Ipomoea velardei O'Donell (1948)
- Ipomoea velutina R.Br. (1810)
- Ipomoea velutinifolia J.R.I.Wood & Scotland (2017)
- Ipomoea venosa (Desr.) Roem. & Schult., Syst. Veg. (1819)
  - variété Ipomoea venosa var. obtusifoliola Verdc. (1967)
  - variété Ipomoea venosa var. petiolulata (Schulze-Menz) Verdc. (1967)
  - sous-espèce Ipomoea venosa subsp. stellaris (Baker) Verdc. (1967)
  - sous-espèce Ipomoea venosa subsp. venosa
- Ipomoea verbasciformis (Meisn.) O'Donell (1950)
- Ipomoea verbascoidea Choisy (1837)
- Ipomoea verdcourtiana Lejoly & Lisowski (1986)
- Ipomoea vernalis R.E.Fr., Wiss. Erg. Schwed. Rhodesia-Kongo-Exp. 1911-1912 (1916)
- Ipomoea verrucisepala Verdc. (1967)
- Ipomoea verruculosa (Pittier) O'Donell (1953)
- Ipomoea versipellis R.W.Johnson (2012)
- Ipomoea vespertilia F.D.Santos, G.C.Delgado-Junior & Buril (2019)
- Ipomoea vestalii Standl. (1933)
- Ipomoea villifera House (1909)
- Ipomoea violacea L. (1753)
- Ipomoea virgata Meisn. (1869)
- Ipomoea viridis Choisy (1845)
- Ipomoea vivianae Krapov. (2009)
- Ipomoea volcanensis O'Donell (1953)
- Ipomoea walpersiana Duchass. ex Urb. (1902)
- Ipomoea walteri J.R.I.Wood & Scotland (2017)
- Ipomoea wangii C.Y.Wu (1965)
- Ipomoea welwitschii Vatke ex Hallier f. (1893)
- Ipomoea wightii (Wall.) Choisy (1833 publ. 1834)
  - variété Ipomoea wightii var. kilimandschari (Dammer) Verdc. (1958)
  - variété Ipomoea wightii var. obtusisepala Verdc. (1960)
  - variété Ipomoea wightii var. wightii
- Ipomoea wolcottiana Rose (1894)
  - sous-espèce Ipomoea wolcottiana subsp. calodendron (O'Donell) McPherson (1982)
  - sous-espèce Ipomoea wolcottiana subsp. wolcottiana
- Ipomoea yaracuyensis J.R.Grande & W.Meier (2011)
- Ipomoea yardiensis A.S.George (1967)
- Ipomoea zanzibarica Verdc. (1961)
- Ipomoea zimmermanii J.A.McDonald (1987)